# Der Westpreuße – Unser Danzig
Der Westpreuße – Unser Danzig ist eine deutsche Zeitung. Sie erscheint dreimonatlich in Münster-Wolbeck und wird von der Westpreußischen Gesellschaft herausgegeben.

## Zielgruppe
Die Zeitung versteht sich „als unabhängige Plattform für alle, die mit dem Land an der unteren Weichsel – dem historischen Westpreußen und seiner Provinzhauptstadt Danzig – bislang schon verbunden sind“, und lädt zudem die allgemeine Leserschaft dazu ein, „sich für diese heute zu Polen gehörige Region zu interessieren und sie eingehender zu entdecken“.
Die bis dahin voneinander unabhängigen Mitteilungsblätter Der Westpreuße und Unser Danzig erscheinen seit dem Januar 2009 als Gemeinschaftsausgabe unter dem Titel Der Westpreuße – Unser Danzig. Zudem wurden die von 1947 bis 2009 monatlich erscheinende selbstständige Marienburger Zeitung (früher auch Marienburger Brief) sowie die von 1951 bis 2010 ebenfalls monatlich erscheinenden selbstständigen Elbinger Nachrichten (früher auch Heimatbrief für den Stadt- und Landkreis Elbing) übernommen. Seit 2016 trägt die Zeitung den Untertitel „Begegnungen mit einer europäischen Kulturregion“.
Im gleichen Verlag erscheint jährlich bzw. zweijährlich das Westpreußen-Jahrbuch.

## Format und Erscheinungsweise
Seit 2018 erschien das Druckwerk mit 36 Seiten in gehefteter Form in der Größe DIN A4 auf Kunstdruckpapier. Zudem wurde die Erscheinungsweise geändert. Nun erschien, beginnend im Januar, Der Westpreuße / Begegnungen mit einer europäischen Kulturregion im monatlichen Wechsel mit Der Westpreuße / Landsmannschaftliche Nachrichten mit landsmannschaftlichen Themen sowie Geburtstags- und Sterbemeldungen.
Seit 2021 erscheint das Druckwerk quartalsweise mit einem Umfang von 48 Seiten, während die Landsmannschaftlichen Nachrichten eine gleichzeitig im Umfang von 28 Seiten erscheinende separate Beilage bilden.